# C.O.C.X.
C.O.C.X. – album polskiego trębacza jazzowego Tomasza Stańki i prowadzonego przez niego zespołu C.O.C.X.
Wszystkie (oprócz zaznaczonych) utwory na płycie są kompozycjami Tomasza Stańki. Nagrania zarejestrowano w studiu ZPR przy Teatrze STU w Krakowie w maju 1983. Producentem płyty było wydawnictwo PolJazz, album ukazał się jako jedno z wydawnictw przygotowanych dla Musicoramy (tłoczenie Pronit Pionki).
W 1997 ukazała się kompaktowa reedycja (z inną okładką) wydana przez Polonia Records (CD 088).

## Muzycy
- Tomasz Stańko – trąbka
- Apostolis Antymos – gitara, gitara basowa, perkusja, instrumenty perkusyjne
- Witold Szczurek – kontrabas, gong
- José Antonio Torres – konga, instrumenty perkusyjne

## Lista utworów
Strona A
| 1. | „Mademoiselle „Ka”” | 4:25  |
|    |                     |       |
| 2. | „Babylon Samba”     | 5:05  |
|    |                     |       |
| 3. | „Gama”              | 5:36  |
|    |                     |       |
| 4. | „Mr. DD”            | 4:55  |
|    |                     |       |
|    |                     | 20:01 |
|    |                     |       |
Strona B
| 1. | „C.O.C.X.”                                    | 5:24  |
|    |                                               |       |
| 2. | „Jose & Lak” (Apostolis Antymos, Jose Torres) | 1:15  |
|    |                                               |       |
| 3. | „Kameleon”                                    | 5:49  |
|    |                                               |       |
| 4. | „Song for Pula” (Witold Szczurek)             | 1:33  |
|    |                                               |       |
| 5. | „Fioletowy Liquor”                            | 4:34  |
|    |                                               |       |
|    |                                               | 18:35 |
|    |                                               |       |

## Informacje uzupełniające
- Reżyser nagrania – Jacek Mastykarz
- Kierownik produkcji – Iwona Thierry
- Projekt graficzny okładki LP, zdjęcia – Piotr Kłosek
- Kierownik produkcji CD – Stanisław Sobóla
- Projekt graficzny okładki CD – Piotr Kalbarczyk
- Zdjęcie (okładka CD) – Andrzej Michałowski